# Gerard Schurmann
Gerard Schurmann (Kertosono, 19 gennaio 1924 – Los Angeles, 24 marzo 2020) è stato un compositore e direttore d'orchestra olandese naturalizzato britannico.

## Biografia
Nacque nelle Indie orientali olandesi (ora Giava Orientale) da genitori olandesi.. Studiò composizione con Alan Rawsthorne, amico e mentore per tutta la vita (lo aiutò nel film The Cruel Sea), pianoforte con Kathleen Long, direzione con l'italiano Franco Ferrara
Durante la seconda guerra mondiale prestò servizio nella Royal Air Force, conciliando la carriera di pianista da concerto con il ruolo diplomatico di responsabile culturale all'Ambasciata dei Paesi Bassi.
Dal 1948 fu l'autore di varie colonne sonore per il cinema, per lo più per il genere horror (The Camp on Blood Island, Horrors of the Black Museum, Konga  e The Lost Continent) e film d'azione (Cone of Silence, Attack on the Iron Coast).
In particolare, nel 1984, Schurmann compose la sua penultima partitura musicale per il cinema, un film che rievocava gli ultimi giorni di vita di Benito Mussolini e della sua amante Claretta Petacci: il regista Pasquale Squitieri lo contattò per chiedergli di realizzare una colonna sonora che riecheggiasse lo stile wagneriano (eseguita dall'Orchestra dell'Accademia di Santa Cecilia) per il suo film Claretta con Claudia Cardinale, Giuliano Gemma e Catherine Spaak, dopo il rifiuto di Ennio Morricone, precedentemente invitato per scriverne le musiche.
Nel 1981 lasciò l'Inghilterra, trasferendosi negli Stati Uniti.
Al cinema l'ultimo suo lavoro fu per The Gambler (1997), film nel quale l'attore Michael Gambon interpretò la vita del romanziere russo Fëdor Dostoevskij. Dopo aver curato la colonna sonora della pellicola La nebbia degli orrori (1968) di Michael Carreras, Schurmann iniziò a dedicarsi soprattutto all'insegnamento e alla direzione d'orchestra.
Al di là della composizione, si fece conoscere come orchestratore e direttore, collaborando con Ernest Gold in Exodus (regia di Otto Preminger, 1960), con Mario Nascimbene in I vichinghi (regia di Richard Fleischer, 1958), e in particolare con Maurice Jarre su Lawrence d'Arabia (regia di David Lean, 1962).
È morto nella sua casa di Los Angeles, nel quartiere di Hollywood Hills, all'età di 96 anni: l'annuncio della scomparsa è stato dato dalla famiglia.

## Composizioni
Tra le sue opere da concerto si ricordano Six Studies of Francis Bacon (1968) – Schurmann era stato un vicino di casa e amico dell'artista Francis Bacon che per lui dipinse un suo famoso ritratto (Studies of Gerard Schurmann, olio su tela, 1969) – e Variants (1970) per orchestra, The Gardens of Exile (1989-'90) per violoncello e orchestra, l'opera-cantata Piers Ploughman (1979-'80) e la cantata corale The Double Heart (1976).
Numerose delle sue colonne sonore di film e concerti sono state registrate dalla Chandos Records, dirette dal compositore Rumon Gamba, mentre l'etichetta Toccata Classics si è occupata della musica da camera di Schurmann.

## Colonne sonore
- But Not in Vain, regia di Edmond T. Gréville (1948) (come Gerbrand Schürmann)
- Niet tevergeefs, regia di Edmond T. Gréville (1948) (come Gerbrand Schürmann)
- Mare crudele (The Cruel Sea), regia di Charles Frend (1953) (non accreditato)
- La lunga mano (The Long Arm), regia di Charles Frend (1956) (come Gerbrand Schürmann)
- L'uomo nel cielo (The Man In The Sky), regia di Charles Crichton (1957) (come Gerbrand Schürmann)
- L'isola dei disperati (The Camp On Blood Island), regia di Val Guest (1958)
- I due volti del Generale Ombra (The Two-Headed Spy), regia di Toth Andreas (1958)
- The Headless Ghost, regia di Peter Graham Scott (1959)
- Gli orrori del museo nero (Horrors of the Black Museum), regia di Arthur Crabtree (1959)
- La tragedia del Phoenix (Cone of Silence), regia di Charles Frend (1960)
- Konga, regia di John Lemont (1961)
- Cerimonia infernale (The Ceremony), regia di Laurence Harvey (1963)
- L'inafferrabile primula nera (Dr Syn Alis The Scarecrow), regia di James Neilson (1963)
- Disneyland, ep. The Scarecrow of Romney Marsh p.1/3, regia di James Neilson (1963) - serie TV
- Stato d'allarme (The Bedford Incident), regia di James B. Harris (1965)
- Attacco alla costa di ferro (Attack on the Iron Coast), regia di Paul Wendkos (1968)
- La nebbia degli orrori (The Lost Continent), regia di Michael Carreras, Leslie Norman (non accreditato) (1956) (come Gerbrand Schürmann)
- Claretta, regia di Pasquale Squitieri (1984)
- The Gambler, regia di Károly Makk (1997)

## Discografia (parziale)

### Album
- 1967 - Marni Nixon Songs: Ives - Goehr - Schürmann (Pye Records, GSGC 14105, LP)
- 1980 - Six Studies Of Francis Bacon And Variants. Première Recordings. BBC Symphony Orchestra (Chandos Records, ABR 1011, LP/Mp3)
- 1993 -  Horrors Of The Black Museum - Music For Films 1956-1984 (Cloud Nine Records, CNS 5005, CD)
- 1996 - The Gardens Of Exile / Concerto For Violoncello And Orchestra Op. 32, con Miklós Rózsa (Silva Classics, SILKD 6011, CD/Mp3)
- 2002 - Violin Concerto / Concerto For Orchestra. Première Recording. BBC Philharmonic, Olivier Charlier al violino (Chandos Records, CHAN 9915, CD)
- 2017 - Chamber Music, Volume Three (Toccata Classics, TOCC 0336, CD/Mp3)
- 2019 - Chamber & Instrumental Music & Songs, Vol. 4 (Toccata Classics, Mp3)
- 2019 - Gerard Schurmann: Film Music. BBC Philharmonic (Chandos Records, Mp3)

### Colonne sonore
- 1984 - Claretta (musiche dalla colonna sonora originale del film) (CBS, CBS 70253, LP)
- 2016 - The Lost Continent (Original Motion Picture Soundtrack) (Red Bitch Music, Mp3)

### Compilation
- 1992 - The Red Shoes: Classic British Film Music (Silva America, SSD 1011, CD)
- 2000 - A History Of Horror From Nosferatu To The Sixth Sense. The City of Prague Philharmonic Orchestra, con Dimitri Tiomkin, Franz Waxman, Carl Davis, James Bernard, Brian Easdale (Silva America, SSD 1111, CD)